# 国际消费者权益日
国际消费者权益日（英語：或）为1983年开始的固定在每年3月15日的国际性纪念日，目標旨在保護國際上的消費者的權益。

## 歷史
现代工业化生产的飞速发展及生产技术的革新运动，促使消费品日渐增多，消费结构日趋复杂。随之而来的便是各种消费事故和难题，对消费者权益造成严重的侵害。國際消費者協會在1960年应运而生。
1983年，国际消费者联盟组织正式确立每年3月15日为国际消费者权益日。选定此日的根据在于，1962年的3月15日，时任美国总统的约翰·肯尼迪在美国国会发表《关于保护消费者利益的总统特别咨文》一文，文中首次提出消费者的四项权利。
设立此主题日，旨在宣传国际消费者联盟组织及其活动，推动全世界对维护消费者权益工作的重视，并促进各国在这方面的合作以及努力。